# Instituteur
« Maître d'école » redirige ici. Pour le film, voir Le Maître d'école.
Un instituteur ou une institutrice est, dans beaucoup de pays, une personne chargée d'enseigner dans les écoles auprès des jeunes enfants, notamment à l'école maternelle et à l'école élémentaire (école primaire).

## Dans le monde

### Belgique
Les instituteurs sont formés dans les écoles normales, faisant partie de l'enseignement supérieur pédagogique de type court (trois ans), et qui dépendent soit du réseau officiel, soit du réseau libre.

### France
Le corps des instituteurs a été créé par la loi du 12 décembre 1792 « Les écoles primaires formeront le premier degré d'instruction. On y enseignera les connaissances rigoureusement nécessaires à tous les citoyens. Les personnes chargées de l'enseignement dans ces écoles s'appelleront instituteurs » (art. 1).
Pour la formation d'une partie des instituteurs ont été créées des écoles normales primaires (aussi appelées écoles normales d'instituteurs ou d'institutrices) dont la création, d'abord éphémère en 1794, devient effective à partir de 1810 à Strasbourg puis obligatoire selon la loi Guizot du 28 juin 1833. Loi Guizot modifiée plusieurs fois et totalement revue et corrigée en 1879 par la loi Bert après la victoire des Républicains aux élections et l'arrivée de Jules Ferry au ministère de l'Instruction publique et des Beaux-Arts puis à la présidence du Conseil. Devenus de véritables missionnaires d'une révolution par la loi du système éducatif, les instituteurs publics seront surnommés les hussards noirs de la République. Le 19 juillet 1889, les instituteurs titulaires deviennent des fonctionnaires d'État.
Depuis 1989, ce corps est progressivement remplacé par le corps des professeurs des écoles régi à la fois par le statut général des fonctionnaires et par le statut particulier des professeurs des écoles. Les écoles normales sont remplacées par les instituts universitaires de formation des maîtres (IUFM) puis, en 2013, par les écoles supérieures du professorat et de l'éducation (ESPE). La profession est accessible après la réussite du concours de recrutement de professeur des écoles, la validation d'un master (BAC+5) puis une année de stage donnant lieu à une validation de titularisation par un jury de certification.
En 2022, les instituteurs n'ayant pas intégré le corps des professeurs des écoles ne sont plus que 1 151, pour 323 240 professeurs des écoles. Les termes « instituteur » ou « instit » restent néanmoins d'un usage courant pour désigner les enseignants de classe de primaire, quel que soit leur statut.